# Antonio Banfi
Antonio Banfi, född 30 september 1886 i Vimercate, död 22 juli 1957 i Milano, var en italiensk filosof och senator. Han var till en början influerad av nykantianerna och Husserl, men han övergav idealismen och omfamnade marxismen och i synnerhet den historiska materialismen. Banfi var verksam vid universitetet i Milano; bland hans studenter återfanns filosoferna Mario Dal Pra och Dino Formaggio.